# Bakonyszentiván
Bakonyszentiván (hongrois : Bakonyszentiván [ˈbɒkoɲsɛntivaːn] ; allemand : Sankt-Iwan) est une localité hongroise située dans le comitat de Veszprém.

## Site et localisation

### Topographie et hydrographie
Bakonyszentiván est située dans les collines de l'avant-pays du Bakony, au nord du comitat de Veszprém.

## Histoire
Bakonyszentiván s'est formée au milieu du XIIIe siècle. Son nom fait référence à saint Jean-Baptiste.
Au XVIe siècle, durant l'occupation ottomane de la Hongrie, la région fut progressivement dépeuplée. Plus tard, elle passa sous la propriété de la famille Esterházy, qui entreprit d'y installer des familles d'origine allemande, notamment des Souabes. 
Pendant plusieurs siècles, ces nouveaux colons vécurent principalement de l'agriculture et de l'exploitation forestière.
Le XXe siècle apporta des bouleversements défavorables à la commune : ainsi, en 1980, la population de Bakonyszentiván était inférieure de 200 habitants à celle recensée deux siècles plus tôt, en 1785.

## Population

### Tendances démographiques
Bakonyszentiván compte aujourd'hui environ 250 habitants permanents, dont plus d'un quart sont des retraités, avec un nombre croissant de personnes nécessitant des soins. Bien que la plupart des familles en âge actif aient trois enfants ou plus, la structure démographique du village montre une tendance nette au vieillissement. En raison du manque d'opportunités d'emploi, de nombreux jeunes ont quitté la commune.

### Minorités culturelles et religieuses
Lors du recensement de 2011, 95,2 % des habitants de Bakonyszentiván se déclaraient Hongrois, 18,7 % Allemands, 10 % Roms et 0,5 % Serbes ; 4,3 % n'ont pas indiqué leur nationalité. En raison des identités multiples, le total peut dépasser 100 %. Concernant les affiliations religieuses, 79,4 % de la population se déclaraient catholiques romains, 1,4 % réformés, 1,4 % luthériens, tandis que 3,8 % se disaient sans confession ; 12,9 % n'ont pas répondu.
Au recensement de 2022, 88,4 % des habitants se déclaraient Hongrois, 19,4 % Allemands, 1,9 % Roms, 0,5 % Grecs et 0,5 % Slovaques. Environ 1,9 % des habitants se déclaraient d'une autre nationalité non hongroise. Là encore, 8,3 % de la population n'a pas précisé son appartenance.
Concernant la religion, 46,8 % des habitants se déclaraient catholiques romains, 2,3 % réformés, 0,9 % luthériens et 0,5 % catholiques grecs ; 12,5 % se déclaraient sans confession et 37 % n'ont pas répondu.
La commune est également dotée, en plus de son conseil municipal principal, d'une collectivité autonome représentant la minorité allemande, avec un conseil de trois membres.

## Équipements

### Réseaux intra-urbains
En termes de services publics, Bakonyszentiván dispose d'un réseau d'eau potable, de gaz de ville, d'un service organisé de collecte des déchets, ainsi que de réseaux téléphonique et de télévision par câble. Depuis le 15 août 1997, un service de médiation rurale (falugondnoki szolgálat) est en activité, et depuis le 1er mai 2004, la distribution du courrier est assurée par un service de poste itinérante.

### Réseaux extra-urbains
Son territoire est traversé par la route principale 832, reliant Pápa à Kisbér. Le centre du village est accessible par une route secondaire, la 83 119, qui se détache de cet axe principal. À l'intérieur du bourg, cette route porte successivement les noms de rue Béke et rue Zrínyi, avant de continuer vers la localité voisine de Bakonyság.

## Organisation administrative
La commune possède également deux hameaux habités : Hangyálostanya et Szakácsmalom.

## Patrimoine local
Le principal monument de Bakonyszentiván est son église catholique romaine, construite en 1794 dans un style baroque tardif. L'église conserve un tableau d'autel peint en 1801 par József Schmidt. Une particularité notable est la chapelle attenante, qui abrite une statue de la Vierge d'Altötting, haut lieu de pèlerinage marial en Bavière.
La commune possède également une calvaire construite en 1873, considérée comme un élément important de son patrimoine architectural. Selon le monogramme visible sur la croix, l'édifice aurait été commandité par Magdolna Radics, épouse de János Tülmann. Ce calvaire présente une particularité : il ne comporte que sept stations du chemin de croix, incluant la chapelle, au lieu des quatorze habituelles.
Enfin, un élément architectural intéressant lié à l'héritage de la minorité allemande locale est visible à l'embranchement de la route principale : une sculpture en pierre témoignant de l'ancienne culture souabe de la région.